# Ustacystis
Ustacystis är ett släkte av svampar. Ustacystis ingår i familjen Urocystidaceae, ordningen Urocystidiales, klassen Ustilaginomycetes, divisionen basidiesvampar och riket svampar.
|            | Urocystis                                                                  |
|            |                                                                            |
|            | Flamingomyces                                                              |
|            |                                                                            |
|            | Melanustilospora                                                           |
|            |                                                                            |
|            | Vankya                                                                     |
|            |                                                                            |
|            | Mundkurella                                                                |
|            |                                                                            |
| Ustacystis | \| \| Ustacystis gei \| \| \| \| \| \| Ustacystis waldsteiniae \| \| \| \| |
|            | \| \| Ustacystis gei \| \| \| \| \| \| Ustacystis waldsteiniae \| \| \| \| |
|            | Ustacystis gei                                                             |
|            |                                                                            |
|            | Ustacystis waldsteiniae                                                    |
|            |                                                                            |

|  | Ustacystis gei          |
|  |                         |
|  | Ustacystis waldsteiniae |
|  |                         |